# أرسين خوبولوف
أرسين خوبولوف (بالروسية: Хубулов, Арсен Давидович)‏ (13 ديسمبر 1990 بفلاديقوقاز في روسيا - ) هو لاعب كرة قدم روسي في مركز الوسط. شارك مع منتخب روسيا تحت 21 سنة لكرة القدم. أما مع النوادي، فقد لعب مع سبارتاك فلاديكافكاز ونادي كوبان كراسنودار وFC Avtodor Vladikavkaz ‏.

## وصلات خارجية
- أرسين خوبولوف على موقع الاتحاد الأوربي (الإنجليزية)
- أرسين خوبولوف على موقع اتحاد تركيا (لاعب) (الإنجليزية)
- أرسين خوبولوف على موقع قاعدة بيانات كرة القدم.إي يو (الإنجليزية)
- أرسين خوبولوف على موقع Soccerway.com (الإنجليزية)
- أرسين خوبولوف على موقع عالم كرة القدم.نت (الإنجليزية)
- أرسين خوبولوف على موقع AS.com (الإسبانية)